# Silvio Gigli
Silvio Gigli (Siena, 10 agosto 1910 – Roma, 7 febbraio 1988) è stato un giornalista, conduttore radiofonico, regista, scrittore e paroliere italiano.
Autore e presentatore di molte trasmissioni radiofoniche, cronista storico del Palio di Siena (contradaiolo della Tartuca), è uno dei primi presentatori di quiz. Noto per il caratteristico timbro di voce, diviene uno degli speaker più conosciuti della radio, dal dopoguerra agli anni sessanta. 

Silvio Gigli

Regista e organizzatore di numerosi spettacoli di varietà per oltre 35 anni, lavorò soprattutto nella sede della Rai di Roma.

## Biografia

### Gioventù ed esordi
Inizia giovanissimo la carriera giornalistica e nel 1927 è già cronista per il quotidiano fiorentino La Nazione, passando in seguito al livornese Il Telegrafo. Lavora in seguito all'allora EIAR, come presentatore. I suoi programmi sono in genere oggetto di vasti ascolti, a partire da Radio Igea (1939) dedicato ai malati ricoverati negli ospedali. Per Alberto Sordi, parallelamente, crea la memorabile macchietta di Mario Pio. Il figlio Cesare Gigli è stato un regista e produttore italiano.

### Anni quaranta
Nel 1944 lancia Botta e risposta, un radio-quiz che, stanti i tempi di guerra, viene diffuso inizialmente da Radio Firenze Libera, nelle zone controllate dagli alleati, e ha il compito di fornire una forma di distrazione alla popolazione, compito in cui Gigli eccelle anche grazie alle sue battute di spirito (famosa quella rivolta a un concorrente: "Lei ha una cravatta color singhiozzo di pesce"). I premi in palio sono in genere piccoli prodotti di profumeria e igiene personale di ditte che sponsorizzavano la trasmissione. Spesso i concorrenti si ripresentavano in più puntate della trasmissione divenendo personaggi noti nella città, tra questi un venditore ambulante di cravatte esperto su quiz di geografia; è anche attore cinematografico, fra il 1949 e il 1952, con alcune piccole parti nei film "La tratta delle bianche" (Comencini), "Fiorenzo il terzo uomo" (Canzio), "Botta e risposta" (Soldati).

Silvio Gigli con le attrici del varietà radiofonico del venerdì "Briscola", Wanda Tettoni, Clely Fiamma, Ria Saba, Giusi Raspani Dandolo, Isa Bellini, Rina Franchetti (1950)

### Anni cinquanta e sessanta
Nel 1951 conduce Sorella Radio, uno dei programmi più longevi della radio italiana. Cura inoltre una nutrita serie di "interviste" a personaggi storici come Guglielmo Marconi, Luigi Pirandello, Grazia Deledda. Nel 1952 conduce Punto interrogativo, affiancato da una giovanissima Delia Scala, poi La famiglia dell’anno (1956), competizione a carattere regionale, e Il paese della discordia (1959).
Il 10 settembre 1955 è iniziato in Massoneria nella Loggia Arbia n.138 di Siena.
Gigli, grazie a un seguito programma di presentazione di "voci nuove", è scopritore di talenti della canzone italiana come Gianni Morandi, Iva Zanicchi, Orietta Berti, Loretta Goggi. Si occupa spesso di musica, ad esempio con il breve "Piccola storia della canzone italiana" e apre la strada a molti altri talenti, fra i quali Domenico Modugno. Introduce in radio il già noto Paolo Panelli, che non avrebbe più abbandonato questo mezzo. Nel 1969 firma la regia della 14ª edizione dello spettacolo radiofonico Gran varietà, sostituendo Federico Sanguigni.

## Premi e riconoscimenti
- Per le sue opere, anche letterarie, è nominato Accademico della Crusca.
- Gli è intitolato un premio giornalistico che viene assegnato annualmente a un personaggio di fama del mondo televisivo, durante la manifestazione "Festa del Luca" che si tiene nel periodo compreso tra i due primi fine settimana di settembre nel paese chiantigiano di San Gusmè, frazione del comune di Castelnuovo Berardenga.

## Palio di Siena
Come cronista del Palio di Siena, viene ricordato soprattutto per parole col quale concludeva immancabilmente le sue trasmissioni da Piazza del Campo. che era: "In un tripudio di bandiere e colori, Siena trionfa immortale",  Tale citazione è stata ripresa dalla senese (ma anche contradaiola della Giraffa) Annalisa Bruchi in chiusura delle sue telecronache del Palio per conto della Rai.
A Gigli si deve l'idea di un concorso del 1965 per premiare il più bell'inno delle 17 contrade, cosa che costringe quelle che ancora non ne avevano uno a realizzarlo in fretta e furia. Il concorso viene vinto dall'Imperiale Contrada della Giraffa, il testo viene scritto dal suo amico Bruno Tanganelli detto Tambus e dal Musicista Romano Nino Oliviero.
Nel 1945 al "Palio della Pace" guida una sorta di rivolta dei contradaioli della Tartuca (di cui era "mangino"), che si ritirano per protesta perché per due volte il mossiere annulla la partenza del loro cavallo; Gigli, alla testa di un gruppo di contestatori, schiaffeggia il mossiere.